# هیساکو میزوری
هیساکو میزوری (انگلیسی: Hisako Mizui؛ زادهٔ ۲۹ مارس ۱۹۷۲) بدمینتون‌باز زن اهل ژاپن بود.